# شوتا أرفيلادزه
شوتا أرفيلادزه (Shota Arveladze) (مواليد 22 فبراير 1973) هو لاعب كرة قدم. يلعب مع منتخب جورجيا لكرة القدم.

## وصلات خارجية
- شوتا أرفيلادزه على موقع الاتحاد الدولي (مؤرشف)  (الإنجليزية)
- شوتا أرفيلادزه على موقع الاتحاد الأوربي (الإنجليزية)
- شوتا أرفيلادزه على موقع اتحاد تركيا (لاعب) (الإنجليزية)
- شوتا أرفيلادزه على موقع اتحاد تركيا (مدرب) (الإنجليزية)
- شوتا أرفيلادزه على موقع قاعدة بيانات كرة القدم.إي يو (الإنجليزية)
- شوتا أرفيلادزه على موقع بيانات كرة القدم. دي إي (الألمانية)
- شوتا أرفيلادزه على موقع ناشيونال فوتبول تيمز (الإنجليزية)
- شوتا أرفيلادزه على موقع Soccerbase.com (لاعب) (الإنجليزية)
- National Football Teams